# Фражіналс
Фражіналс (Freginals) — муніципалітет в Іспанії, у складі регіону Монсія в Каталонії.
Це місто розташоване на пагорбі між північним кінцем Серра-де-Годалль і Серра-дель-Монтсіа, неподалік від розгалуження доріг між Тортоса, Ульдекона і Ампоста. У районі навколо міста є стародавні проходи пастухів, які виганяли велику рогату худобу, відомих місцевим жителям як лігалло 
Залізнична лінія RENFE від Валенсії до Тортози раніше мала залізничну станцію в цьому місті до 1990 року, але зараз станцію закрито.